# Monika Faßbender
Monika Faßbender (* 14. Februar 1950) ist eine deutsche Historikerin. Sie leitete von 1983 bis 2010 das Archiv des Liberalismus der Friedrich-Naumann-Stiftung für die Freiheit in Gummersbach.

## Leben
Faßbender studierte Geschichte, Osteuropäische Geschichte und Germanistik an der Rheinischen Friedrich-Wilhelms-Universität Bonn sowie an der Christian-Albrechts-Universität Kiel und legte 1978/79 ihre Doktorarbeit zur Liberalismus-Geschichte im 19. Jahrhundert vor. Die Promotion wurde von dem Neuzeithistoriker Ernst Opgenoorth betreut. Für ihre Dissertation erhielt sie 1979 den Wolf-Erich-Kellner-Preis. Im gleichen Jahre wurde sie Referentin bei der Friedrich-Naumann-Stiftung, 1983 übernahm sie als Nachfolgerin von Friedrich Henning die Leitung des zur Stiftung gehörenden Archivs des Deutschen Liberalismus (seit 2001: Archiv des Liberalismus). Unter ihrer Führung erfolgten der Umzug des Archivs von Bonn nach Gummersbach 1983/84 und der neue Anbau des Archivs im Jahr 2009. Ende 2010 ging sie in den Ruhestand, und der Historiker Ewald Grothe wurde ihr Nachfolger als Leiter des Archivs. Faßbender war zeitweise als Bereichsleiterin zusätzlich für das Begabtenförderungswerk der Stiftung zuständig. Von 2002 bis 2010 war sie Mitherausgeberin des Jahrbuchs zur Liberalismus-Forschung.

## Veröffentlichungen
Autorin
- „... auf der Grundlage des Liberalismus tätig“. Die Geschichte der Friedrich-Naumann-Stiftung. Nomos, Baden-Baden 2009, ISBN 978-3-8329-4893-1.
- Liberalismus – Wissenschaft – Realpolitik. Untersuchung des „Deutschen Staats-Wörterbuchs“ von Johann Caspar Bluntschli und Karl Brater als Beitrag zur Liberalismusgeschichte zwischen 48er Revolution und Reichsgründung. R. G. Fischer, Frankfurt am Main 1981 (Zugleich: Bonn, Univ., Philos. Fak., Diss., 1978/79), ISBN 3-88323-217-3.

Herausgeberin
- mit Detmar Doering: Kleines Lesebuch über Frauenrechte. Ausgewählt, eingeleitet und kommentiert, Liberal-Verlag, Berlin 2007, ISBN 978-3-920590-22-6.
- Wolfgang Schollwer: Liberale Opposition gegen Adenauer. Aufzeichnungen 1957–1961. Oldenbourg, München 1990, ISBN 3-486-55831-5; 2. Auflage, Oldenbourg, München 1991, ISBN 3-486-55911-7.
- Wolfgang Schollwer: Potsdamer Tagebuch 1948–1950. Liberale Politik unter sowjetischer Besatzung. Oldenbourg, München 1988, ISBN 3-486-54581-7.
- Wolfgang Schollwer: FDP im Wandel. Aufzeichnungen 1961–1966. Oldenbourg, München 1984, ISBN 3-486-56003-4.
- mit Klaus Hansen: Feuilleton und Realpolitik. Rolf Schroers: Schriftsteller, Intellektueller, Liberaler. Nomos, Baden-Baden 1984, ISBN 3-7890-1080-4.
- Frauen und Bundeswehr. Dokumentation des Seminars der Friedrich-Naumann-Stiftung in der Theodor-Heuss-Akademie „Frauen und Bundeswehr – eine Allgemeine Bürgerpflicht für Männer und Frauen?“, Gummersbach, 3.–5. Juli 1981. Liberal-Verlag, Berlin 1981, ISBN 3-920590-20-1.